# Gisborne (Australia)
Gisborne – miasto w Australii, w stanie Wiktoria.